# Бромид ртути(II)
Бромид ртути(II) — неорганическое соединение, 
соль металла ртути и бромистоводородной кислоты с формулой HgBr2,
бесцветные кристаллы,
малорастворим в воде,
хорошо растворяется в органических растворителях.

## Получение
- Действие брома на слегка нагретую ртуть:

{\displaystyle {\mathsf {Hg+Br_{2}\ {\xrightarrow {T}}\ HgBr_{2}}}}
- Растворение оксида ртути(II) в бромистоводородной кислоте:

{\displaystyle {\mathsf {HgO+2HBr\ {\xrightarrow {}}\ HgBr_{2}+H_{2}O}}}
- Обменными реакциями в насыщенных растворах нитрата ртути(II) и бромидов щелочных металлов:

{\displaystyle {\mathsf {Hg(NO_{3})_{2}+2KBr\ {\xrightarrow {}}\ HgBr_{2}\downarrow +2KNO_{3}}}}

## Физические свойства
Бромид ртути(II) образует бесцветные кристаллы
ромбической сингонии,
пространственная группа P b2m,
параметры ячейки a = 0,6798 нм, b = 1,2445 нм, c = 0,4624 нм, Z = 4.
Мало растворяется в воде,
хорошо во многих органических растворителях, не растворяется в диэтиловом эфире.
Расплав бромида ртути хорошо растворяет многие неорганические и органические вещества.

## Химические свойства
- Разлагается при сильном нагревании на элементы:

{\displaystyle {\mathsf {HgBr_{2}\ {\xrightarrow {T}}\ Hg+Br_{2}\uparrow }}}
- Гидролизуется горячей водой:

{\displaystyle {\mathsf {HgBr_{2}+H_{2}O\ {\xrightarrow {100^{o}C}}\ Hg(OH)Br+HBr}}}
- Реагирует с аммиаком образуя бромид аминортути:

{\displaystyle {\mathsf {HgBr_{2}+NH_{3}\ {\xrightarrow {}}\ Hg(NH_{2})Br+HBr}}}
- С бромидами щелочных металлов образует бромомеркураты:

{\displaystyle {\mathsf {HgBr_{2}+NaBr\ {\xrightarrow {}}\ Na[HgBr_{3}]}}}

## Применение
- Катализатор в органическом синтезе.
- Добавка в электролит при очистке ртути.